# Antífilo
Antífilo (Antifilus, Antófilos, Ἀντίφιλος) fue un arquitecto griego del período arcaico tardío o del clásico temprano, que trabajó en el santuario de Zeus en Olimpia.
Antífilo, de acuerdo con Pausanias, construyó, junto con los arquitectos Poteo y Megacles la Casa del tesoro de los siracusanos, referido erróneamente por Pausanias como Tesoro de los cartagineses. El arquitecto  tuvo la responsabilidad del diseño del edificio, ya sea junto a los otros dos, o sucesivamente, hasta el final de la construcción.
Del edificio sólo se han conservado los cimientos y restos de los componentes individuales. Se supone que el Tesoro, del primer cuarto del siglo quinto a. C. fue donado por Gelón.